# شورای دولتی جمهوری گرجستان
شورای دولتی جمهوری گرجستان یک هیئت حاکمه عالی موقت کشور بود که در سال ۱۹۹۲ پس از انحلال خود شورای نظامی جمهوری گرجستان تأسیس شد.

## تاریخ
در سال ۱۹۹۲، اولین رئیس‌جمهور گرجستان، زویاد گامساخوردیا، توسط شورشیان با یک کودتای نظامی سرنگون شد. شورشیان یک ساختار موقت، شورای نظامی تشکیل دادند و یک رژیم استبدادی و نظامی در کشور ایجاد کردند. در ۵ ژانویه، ادوارد شواردنادزه پیشنهاد کمک به کشور را داد. او در ۷ مارس ۱۹۹۲ وارد گرجستان شد. در این زمان بود که ساختار موقت اداره کشور شروع به توسعه کرد. این ساختار بود که قرار بود کشور را تا انتخابات بعدی مجلس رهبری کند. نسخه کاری نام این سازه «کمیته نجات مدنی» بود. پس از رایزنی‌ها و تحلیل‌ها، نام نهایی ساختار به عنوان «شورای دولتی» انتخاب شد.
در ۱۰ مارس، شورای نظامی قدرت را به شورای دولتی جمهوری گرجستان سپرد و خود منحل شد. در اولین جلسه ترکیب اولیه شورای دولتی، ترکیب کامل اعضا بر اساس اجماع ائتلاف گسترده تعیین شد. (از طریق رایزنی با احزاب سیاسی). در ۱۰ مارس، ادوارد شواردنادزه به عنوان رئیس شورای دولتی تأیید شد. جابا ایوسلیانی به عنوان قائم مقام وی تأیید شد. هیئت رئیسه شورای دولتی جمهوری گرجستان تأسیس شد. اولین جلسه شورای دولتی جمهوری گرجستان در ۱۱ مارس برگزار شد. شورای دولتی ارتش را دوباره سازماندهی و متحد کرد. وزارت امنیت با یک سرویس اطلاعاتی جایگزین شد که شنود محدودی از شهروندان داشت. شورا خواستار ثبت تمامی سلاح‌ها و ملی شدن اموال نظامی شوروی شد، هرچند ارتش روسیه به درخواست شورا توجهی نکرد و تجهیزاتی را که قابل تحویل در روسیه نبود فروخت یا منهدم کرد. شورای ایالتی قوانین محدودکننده معرفی شده توسط زویاد گامساخوردیا را لغو کرد و مقررات لیبرال تری برای تظاهرات وضع کرد. در ۲ اوت، شورای دولتی «مانیفست آشتی» را صادر کرد و همه زندانیان سیاسی را که از ژانویه تا ژوئن ۱۹۹۲ در بازداشت بودند، عفو کرد. این شورا در ماه اوت وضعیت فوق‌العاده در تفلیس را لغو کرد.
در ۱۶ اکتبر، قبل از انحلال خود، شورای دولتی قانون انتخاباتی را تصویب کرد که به برگزاری انتخابات پارلمانی و تشکیل پارلمان انتقالی سه ساله نیاز داشت.